# 弗朗索瓦丝·尼森
弗朗索瓦丝·尼森（法語：Françoise Nyssen，法語發音：[fʁɑ̃swaz nisɛn]；1951年6月9日—）出生於比利時布魯塞爾郊區的埃特贝克，是前法國文化部部長。

## 生平
弗朗索瓦丝·尼森是比利時和法國Actes Sud出版社社長于贝尔·尼森的女兒，大學就讀布魯塞爾自由大學，之後又繼續在布魯塞爾攻讀聖呂克藝術研究生院、1975-1978年，再攻讀高等城市規劃與改造學院（l’Institut supérieur d'urbanisme et de rénovation）畢業後的第一份工作，在比利時聯邦公共衛生公共服務部。
1980年她開始投身出版業界，首先成立Paradou出版合作社，1987年接下父親創立的Actes Sud出版社，從原本在法國南部的阿尔勒，再到巴黎第六區的聖日耳曼代普雷設立據點，並且和第二任丈夫讓-保羅·卡皮塔尼 (Jean-Paul Capitani)共同創辦並經營Actes Sud書店。
1990年弗朗索瓦丝·尼森入籍法國，2012年時，弗朗索瓦丝·尼森的兒子安東尼，年僅18歲便自殺身亡，她的丈夫讓-保羅·卡皮塔尼則在2023年4月4日，因為騎乘自行車嚴重摔傷身故。
2022年弗朗索瓦丝·尼森退出Actes Sud出版集團的運作，僅保留股東和董事的身分。

## 政治活動
- 2017年5月17日：由總理爱德华·菲利普任命為法國文化部部長，不過任職時間並不長，次年的2018年10月16日的內閣改組便去職，由弗蘭克·里斯特接任迄今[5][6]。
- 2019年12月18日：歐里亞克街頭戲劇節（法语：Festival international de théâtre de rue (Aurillac)）主席、阿维尼翁节（亞維儂藝術節）主席[7]。

## 個人著作
- 2006年：《D’Arles au Goncourt. Les fondements du succès d’Actes Sud》[8]
- 2019年：《Plaisir et nécessité》[9][10]

## 受獎
- 1991年：凱歌獎[11]
- 2008年：藝術與文學勳章
- 2013年：法國榮譽軍團勳章
- 2017年：法國國家功績勳章
- 丹麥國旗勳章

## 相關連結
- Actes Sud出版社：https://www.actes-sud.fr/ （页面存档备份，存于）
- InstaGram：francoise.nyssen
- FACEBOOK：Françoise Nyssen
- Linkedin：Françoise Nyssen